# اعريب (امحاميد الغزلان)
اعريب هي إحدى مشيخات المملكة المغربية، تتبع جغرافيا لإقليم زاكورة وإداريًا لامحاميد الغزلان. يقدر عدد سكانها بـ 3067 نسمة حسب الإحصاء الرسمي للسكان والسكنى لسنة 2004.